# گرگسار
گرگسار در شاهنامه از پهلوانان تورانی است که در سپاه ارجاسب در جنگ با ایرانیان شرکت داشت.
پس از گریختن ارجاسب، اسفندیار گرگسار را اسیر کرده و به شرط آنکه مسیر رویین دژ را به او نشان دهد؛ جانش را به او می بخشد.
و بدین ترتیب داستان هفتخان اسفندیار به راهنمایی گرگسار آغاز می شود.
| سخنگوی دهقان چو بنهاد خوان |  | یکی داستان راند از هفت خوان |
| ز رویین دژ و کار اسفندیار  |  | ز راه و از آموزش گرگسار     |

فردوسی
گرگسار که طی سفر همراه اسفندیار است، در هر خوان آرزو می کند اسفندیار از پا در آید ولی این اتفاق نمی افتد. سرانجام گرگسار به دست اسفندیار کشته شد.